# Épisodes de Golden Boy
Cet article présente le guide des épisodes de la série télévisée Golden Boy.

## Généralités
- Aux États-Unis, cette saison est diffusée sur le réseau CBS à partir du 26 février 2013[1].
- Initialement prévue pour être diffusée le vendredi à 21 h, CBS a annoncé que la série conserve la case du mardi 22 h, à la suite des deux diffusions spéciales post NCIS : Los Angeles[2]. Vegas, qui occupait cette case horaire, hérite ainsi de la case prévue à l’origine pour Golden Boy[3].
- Au Canada, elle est diffusée en simultané sur le réseau CTV, sauf les épisodes 11 et 12 diffusés sur CTV Two et l'épisode 13 à 20 h dû à un conflit d'horaire.
- Au Québec, la série est diffusée les mardis à 21 h à partir du 27 mai 2014 sur Séries+[4].

## Distribution

### Acteurs principaux
- Theo James : Walter William Clark, Jr.
- Chi McBride : Détective Don Owen
- Kevin Alejandro : Tony Arroyo
- Bonnie Somerville : Deborah McKenzie
- Holt McCallany : Détective Joe Diaco
- Stella Maeve : Agnes Clark, sœur de Walter Williams

### Acteurs récurrents
- Ron Yuan (en) : Lt. Kang
- Stephanie Brait : Natasha Radkovich
- Valarie Pettiford : Maxine Owen
- Brandon Gill : Philip Cole
- Eric Morris : Carlton Morris
- Odette Annable : ADA Kat O’Connor[5]
- Polly Draper : Nora Clark
- Andrea Navedo : Lorraine Arroyo
- Trieste Kelly Dunn : Margot Dixon

## Épisodes

### Épisode 1:Premier Pas
- États-Unis /  Canada : 26 février 2013 sur CBS[1] / CTV
- Québec : 27 mai 2014 sur Séries+[6]

- États-Unis : 10,56 millions de téléspectateurs[7]
- Canada : 1,332 million de téléspectateurs[8]

- Ron Yuan (Lt. Peter Kang)
- Roe Hartrampf (Oliver Esten)
- Amanda Setton (Gemma Bar-Lev)
- Raul Casso (Benito Gaez)
- Richard Kind (Paul Daly)
- Chance Kelly (Deputy Commissioner Baia)
- Alano Miller (Deaundre)
- Michael Pemberton (Clarence Shay)
- Alesandra Assante (Melody)
- Sharon Washington (de) (Rosemary Clay)
- DK Bowser (Jacob Clay)
- Nick Kowalczyk (Jackson Dell)
- Tuffy Questell (Ronnie)
- Al Sapienza (Police Commissioner)
- Nora Armani (Terrified Woman)
- Jake Choi (Gunman)
- Danielle Duboise (Girl)
- Shabazz Ray (Bouncer)
- Pat Kiernan (Newscaster)
- Chris Santangelo (Reporter)

### Épisode 2:Le Prix de la vengeance
- États-Unis /  Canada : 5 mars 2013 sur CBS / CTV
- Québec : 3 juin 2014 sur Séries+

- États-Unis : 9,4 millions de téléspectateurs[9] (première diffusion)
- Canada : 962 000 téléspectateurs[10]

- Ron Yuan (Lt. Peter Kang)
- Odette Annable (ADA O'Connor)
- Thaddeus Daniel (Jim Corbett/ Divisionnaire -Chief of Detectives)
- Stephanie Brait (Natasha)
- Samantha Buck (Tara Brunell)
- McCaleb Burnett (Brad Knopfler)
- Brandon Gill (Assistant)
- Cheryl Wills ( Journaliste T.V.)
- Robbie Sublett (Frank Kilgore)
- James Biberi (Robert Kilgore)
- Subhash Mandal (Damon Moore)
- Nicolette Pierini (Abgail Brunell)

### Épisode 3:La Justice et la Loi
- États-Unis /  Canada : 8 mars 2013 sur CBS / CTV
- Québec : 10 juin 2014 sur Séries+

- États-Unis : 7,41 millions de téléspectateurs[11] (première diffusion)
- Canada : 962 000 téléspectateurs[10]

- Ron Yuan (Lt. Peter Kang)
- Odette Annable (ADA O'Connor)
- Stephanie Brait (Natasha)
- Blaze Mancillas (Young Rookie)
- Alexandra Vino (Gina)
- Dominic Marcus (Angry Resident)
- James Heaphy (Uniform 2)
- Chinasa Ogbuagu (Kendra)
- Elijah Boothe (Michael Dupray)
- Michael Basile (EMT)
- Jeanette Dilone (Bernadette)
- Lizan Mitchell (Genevieve)
- Eric Morris (Holbrook)
- Corey Hawkins (Evander)
- Turron Kofi Alleyne (Marcus)
- Ian Blackman (Principal Fletcher)
- Don Guillory (Whitney Markinson)
- Valarie Pettiford (Maxine)
- Sheryl McCallum (Angry Resident 2)

### Épisode 4:Cartes sur table
- États-Unis /  Canada : 12 mars 2013 sur CBS / CTV
- Québec : 17 juin 2014 sur Séries+

- États-Unis : 8,53 millions de téléspectateurs[12] (première diffusion)

- Ron Yuan (Lieutenant Kang)
- William Sadler (le chef de la police Jack Dowdell)
- Nick Chinlund (le capitaine de la 64e   Vince Vincent Madrid)
- Alison Bartlett (Jeannie Novak)
- Joshua Torrez (Remy Hyde)
- Patrick Murney (Portis Walker)
- Andrea Navedo (Lorraine Arroyo)
- Jermel Howard (Kyle Burton)
- Marc Webster (le détective de Brooklyn Sud)

### Épisode 5:Cercle vicieux
- États-Unis /  Canada : 19 mars 2013 sur CBS / CTV
- Québec : 24 juin 2014 sur Séries+

- États-Unis : 9,26 millions de téléspectateurs[13] (première diffusion)
- Canada : 1,299 million de téléspectateurs[14]

- Ron Yuan (Lt. Kang)
- Valarie Pettiford (Maxine Owen)
- Polly Draper (Nora Clark)
- Susan Kelechi Watson (April McGee)
- Michael Aronov (Dominic Quinlan)
- Danny Heriquez (Landis Murphy)
- Ryan Woodle (Pete Hawley)
- Brandon Gill (Aide)
- Mario D'Leon (Muscle Head)
- Kyle Anderson (Uniform Officer)

### Épisode 6:Savoir dire non
- États-Unis /  Canada : 26 mars 2013 sur CBS / CTV
- Québec : 1er juillet 2014 sur Séries+

- États-Unis : 8,07 millions de téléspectateurs[15] (première diffusion)
- Canada : 950 000 téléspectateurs[16]

- Ron Yuan (Lt. Kang)
- Andrea Navedo (Lorraine Arroyo)
- Polly Draper (Nora Clark)
- Eric Morris (Carlton Morris)
- Brandon Gill (Philip Cole)
- James Naughton (Marvin Drexler)
- Paul Fitzgerald (Nathan Drexler)
- Parisa Fitz-Henley (Andrea Gunderson)
- Rachel Barrer (Claudia Drexler)
- Joey Auzenne (Edward Rodrigue)
- Grant Monohon (Louie)
- Curtiss Cook (Lyle Creasman)
- Jason Furlani (Steve "Bratty" Kudsinowski)
- Paul Urcioli (Paul Klemmer)

### Épisode 7:Au nom du frère
- États-Unis /  Canada : 2 avril 2013 sur CBS / CTV
- Québec : 8 juillet 2014 sur Séries+

- États-Unis : 7,83 millions de téléspectateurs[17] (première diffusion)
- Canada : 1,129 million de téléspectateurs[18]

- Ron Yuan (Lt. Kang)
- Valarie Pettiford (Maxine)
- John Finn (Ed McKenzie)
- Brandon Gill (Philip Cole)
- Elizabeth Alderfer (Angie McGuire)
- Kevin O'Donnell (Devlin Lehane)
- Tobias Segal (en) (Ronan Burke)
- Vanessa Rubio (Julie Bellocq)
- Arthur Gerunda (George Riddle)
- Deep Katdare (Ballistic Tech)

### Épisode 8:Le Meilleur d'entre nous
- États-Unis /  Canada : 9 avril 2013 sur CBS / CTV
- Québec : 15 juillet 2014 sur Séries+

- États-Unis : 7,89 millions de téléspectateurs[19] (première diffusion)
- Canada : 1,09 million de téléspectateurs[20]

- Ron Yuan (Lt. Kang)
- Polly Draper (Nora Clark)
- Trieste Kelly Dunn (Margot Dixon)
- Rey Lucas (DCPI)
- Andrew Stewart-Jones (Tyler Neville)
- Tamara Tunie (Lydia Neville)
- Ryan Michael Jones (Eddie Thorne)
- Jim Coleman (Gary Carson)
- Steve Lord (Zelichnok)
- Audrey Esparza (Lucy Barrone)
- David Shih (Reporter #1)
- Robyn Payne (Reporter #2)
- Joe Urban (Bartender)
- Sean Ringgold (Hood #1)

### Épisode 9:Expiation
- États-Unis /  Canada : 16 avril 2013 sur CBS / CTV
- Québec : 22 juillet 2014 sur Séries+

- États-Unis : 8,07 millions de téléspectateurs[21] (première diffusion)
- Canada : 1,07 million de téléspectateurs[22] (première diffusion)

- Ron Yuan (Lt. Kang)
- Polly Draper (Nora)
- Trieste Kelly Dunn (Margot Dixon)
- Stephanie Brait (Natasha Radkovich)
- Alexander Cendese (Drazen Babic)
- Joseph Parks (Pookie Babic)
- Andhy Mendez (Miguel Montez)
- Hisham Tawfiq (Father Steven Truitt)
- Julian Rutherford (Juri Henley-Cohn)
- Finn Alexander (Boy)
- Sue Kim (EMT)

### Épisode 10:Jeunesse sacrifiée
- États-Unis /  Canada : 23 avril 2013 sur CBS / CTV
- Québec : 29 juillet 2014 sur Séries+

- États-Unis : 7,94 millions de téléspectateurs[23] (première diffusion)
- Canada : 1,06 million de téléspectateurs[24]

- Eric Morris (Carlton Holbrook)
- Polly Draper (Nora Clark)
- Trieste Kelly Dunn (Margot Dixon)
- Christopher Evan Welch (Neil Jacobs)
- Anastasia Barzee (Linda Taylor)
- Jeb Brown (Hank Taylor)
- Harper Carroll (Shana Taylor)
- Carman Lacivita (Spencer Amano)
- Timothy Adams (David Reed)
- Hilary Michael Thompson (Reporter #1)
- Shaun Woodland (Reporter #2)
- Kyle Anderson (UNI Cop)
- Sandra Mills Scott (Parole Board Member)
- James Heaphy (UNI Cop #2)

### Épisode 11:Dernier Stade
- États-Unis /  Canada : 30 avril 2013 sur CBS / CTV Two
- Québec : 5 août 2014 sur Séries+

- États-Unis : 7,64 millions de téléspectateurs[25] (première diffusion)

- Ron Yuan (Lieutenant Peter Kang)
- Polly Draper (Nora Clark)
- Eric Morris (Carlton Holbrook)
- Andrea Navedo (Lorraine Arroyo)
- Trieste Kelly Dunn (Margot Dixon)
- Albert Jones (Martin Olsen)
- Charles Malik Whitfield (Darrell Reed)
- Michelle Hurd (Louise Reed)
- Montego Glover (Brandy Olsen)
- Maliq Johnson (Joey Olsen)
- Glenn Fleary (Vince Cole)
- Jay Horton (Quinlan Reed)
- Juan Carlos Hernandez (Manolito Villalobos)
- Jennifer Sorika Horng (Cindy Cho)
- Kealys Vargas (Elena Arroyo)
- Christopher Vega (TJ Arroyo)
- Maria-Christina Oliveras (Reporter #1)
- Kevin Howard Jr. (Reporter #2)
- Marc Webster (Uni Cop)
- Marcus Carl Franklin (Older Joey/Valedictorian)

### Épisode 12:Dos au mur
- États-Unis /  Canada : 7 mai 2013 sur CBS / CTV Two
- Québec : 12 août 2014 sur Séries+

- États-Unis : 6,99 millions de téléspectateurs[26] (première diffusion)

- Ron Yuan (Lieutenant Peter Kang)
- Eric Morris (Carlton Holbrook)
- Trieste Kelly Dunn (Margot Dixon)
- Richard Kind (Paul Daly)
- Michael Madson (Walter Clark Sr.)
- Dan Hedaya (Francis Diaco)
- Thaddeus Daniels (Chief of Detectives)
- Brian Avers (Jordan Wiser)
- Gary Tacon (Sarven MINASSIAN)
- Lola Glaudini (Colleen Norris)
- Rosa Arredondo (Lisa Harris)
- Briana Marin (Monique Weathers)
- Dipti Mehta (Kate Mckenna)
- Jamil Mena (Uniform Cop)
- Aaron Berg (Biker)
- Michael Basile (Paramedic)
- Jessica Perez (Talia Price)

### Épisode 13:Question suivante
- États-Unis /  Canada : 14 mai 2013 sur CBS[27] / CTV
- Québec : 19 août 2014 sur Séries+

- États-Unis : 6,91 millions de téléspectateurs [28] (première diffusion)

- Ron Yuan (Lieutenant Peter Kang)
- Trieste Dunn (Margot Dixon)
- Eric Morris (Carlton Holbrook)
- Andrea Navedo (Lorraine Arroyo)
- Valarie Pettiford (Maxine Owen)
- Richard Kind (Paul Daly)
- William Sadler (Commissioner Jack Dowdell)
- Michael Madsen (Walter Clark Sr.)
- Chinaza Uche (Maceo Figueroa)
- Robert John Burke (Andrew Lightstone)
- Alexis Suarez (Uniform)
- Kersti Bryan (Cecylia Dworaczyk)
- April Wilkner (Jasmine)
- Peter Scanavino (Eddie Roque)
- Jimmy Palumbo (Lieutenant Walsh)
- Margot Bingham (Uniform #2)
- Brandon Goins (Uniform #3)
- Sebastian Martinez (Kid)
- Erik Todd Dellums (Pablo Vega)

## Audiences aux États-Unis
| Épisode | Titre français           | Titre original       | Chaîne | Date de diffusion originale | Audience | Pdm sur les 18-49 ans |
| ------- | ------------------------ | -------------------- | ------ | --------------------------- | -------- | --------------------- |
| 1       | Premier pas              | Pilot                | CBS    | 26 février 2013             | 10.56    | 1.8                   |
| 2       | Le prix de la vengeance  | The Price of Revenge | CBS    | 5 mars 2013                 | 9.40     | 1.6                   |
| 3       | La justice et la loi     | Young Guns           | CBS    | 8 mars 2013                 | 7.41     | 1.0                   |
| 4       | Cartes sur table         | Role Models          | CBS    | 12 mars 2013                | 8.53     | 1.5                   |
| 5       | Cercle vicieux           | Vicious Cycle        | CBS    | 19 mars 2013                | 9.26     | 1.7                   |
| 6       | Savoir dire non          | Just Say No          | CBS    | 26 mars 2013                | 8.04     | 1.4                   |
| 7       | Au nom du frère          | McKenzie on Fire     | CBS    | 2 avril 2013                | 7.83     | 1.3                   |
| 8       | Le meilleur d'entre nous | Scapegoat            | CBS    | 9 avril 2013                | 7.89     | 1.5                   |
| 9       | Expiation                | Atonement            | CBS    | 16 avril 2013               | 8.07     | 1.5                   |
| 10      | Jeunesse sacrifiée       | Sacrifice            | CBS    | 23 avril 2013               | 7.94     | 1.4                   |
| 11      | Dernier stade            | Longshot             | CBS    | 30 avril 2013               | 7.64     | 1.3                   |
| 12      | Dos au mur               | Beast of Burden      | CBS    | 7 mai 2013                  | 6.99     | 1.2                   |
| 13      | Question suivante        | Next Question        | CBS    | 14 mai 2013                 | 6.91     | 1.2                   |